# Denkmalgeschützte Objekte im Okres Skalica

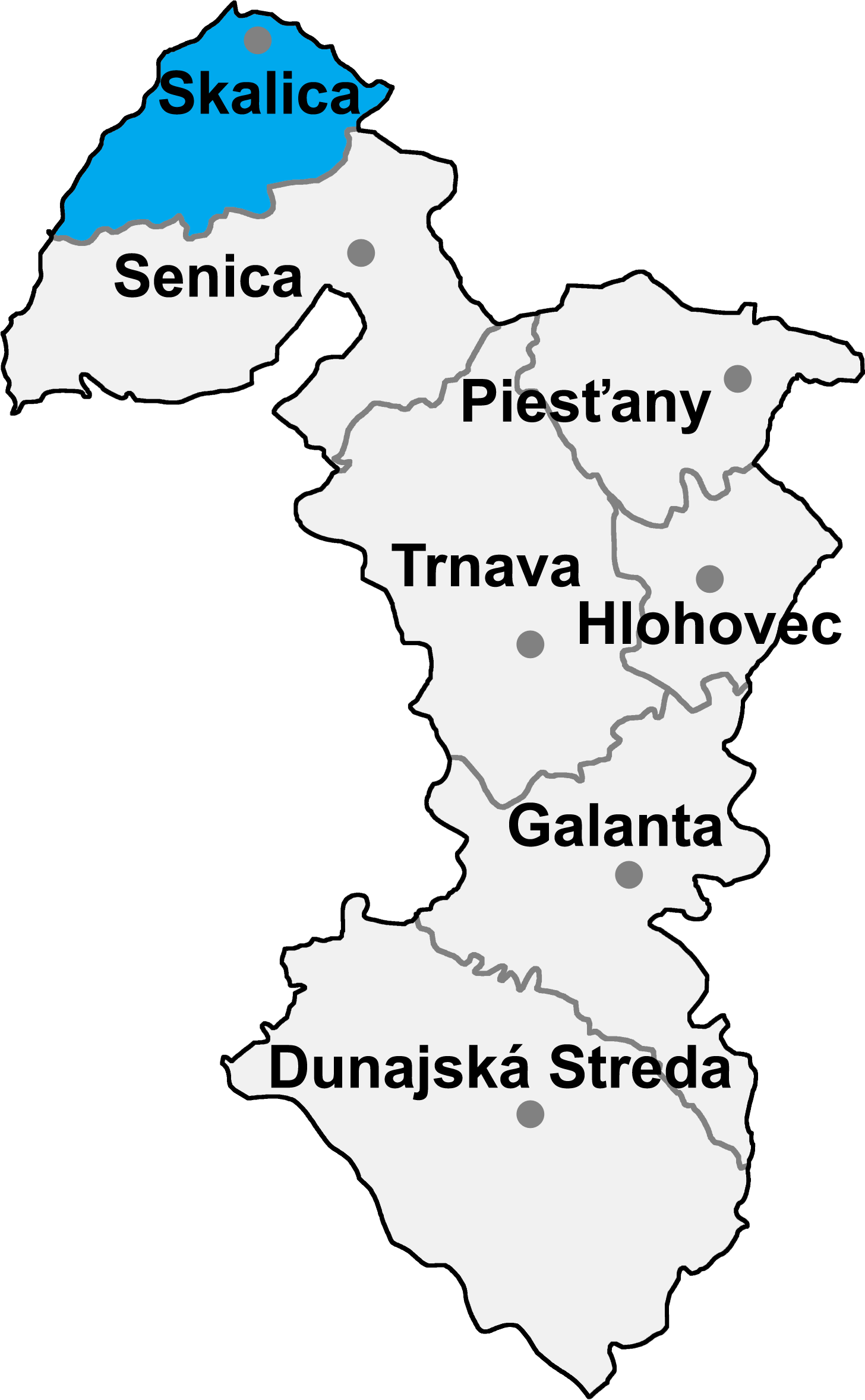

Im Okres Skalica bestehen 122 denkmalgeschützte Objekte. Die unten angeführte Liste führt zu den Gemeindelisten und gibt die Anzahl der Objekte an. In Gemeinden, die nicht verlinkt sind, existieren keine geschützten Objekte.
| Gemeindeliste             | Objektanzahl |
| ------------------------- | ------------ |
| Gbely (Egbell)            | 2            |
| Brodské (Brodsko)         | 0            |
| Dubovce                   | 0            |
| Holíč (Holitsch)          | 54           |
| Chropov                   | 0            |
| Kátov (Katow)             | 0            |
| Kopčany (Koptschan)       | 4            |
| Koválovec (Kleinkowallow) | 0            |
| Letničie (Letnitz)        | 1            |
| Lopašov                   | 1            |
| Mokrý Háj                 | 0            |
| Oreské                    | 0            |
| Petrova Ves (Petersdorf)  | 1            |
| Popudinské Močidľany      | 0            |
| Prietržka                 | 0            |
| Radimov                   | 0            |
| Radošovce (Radoschotz)    | 3            |
| Skalica (Skalitz)         | 34           |
| Trnovec (Ternowetz)       | 0            |
| Unín (Unin)               | 2            |
| Vrádište                  | 0            |